# John Martin (Sänger)

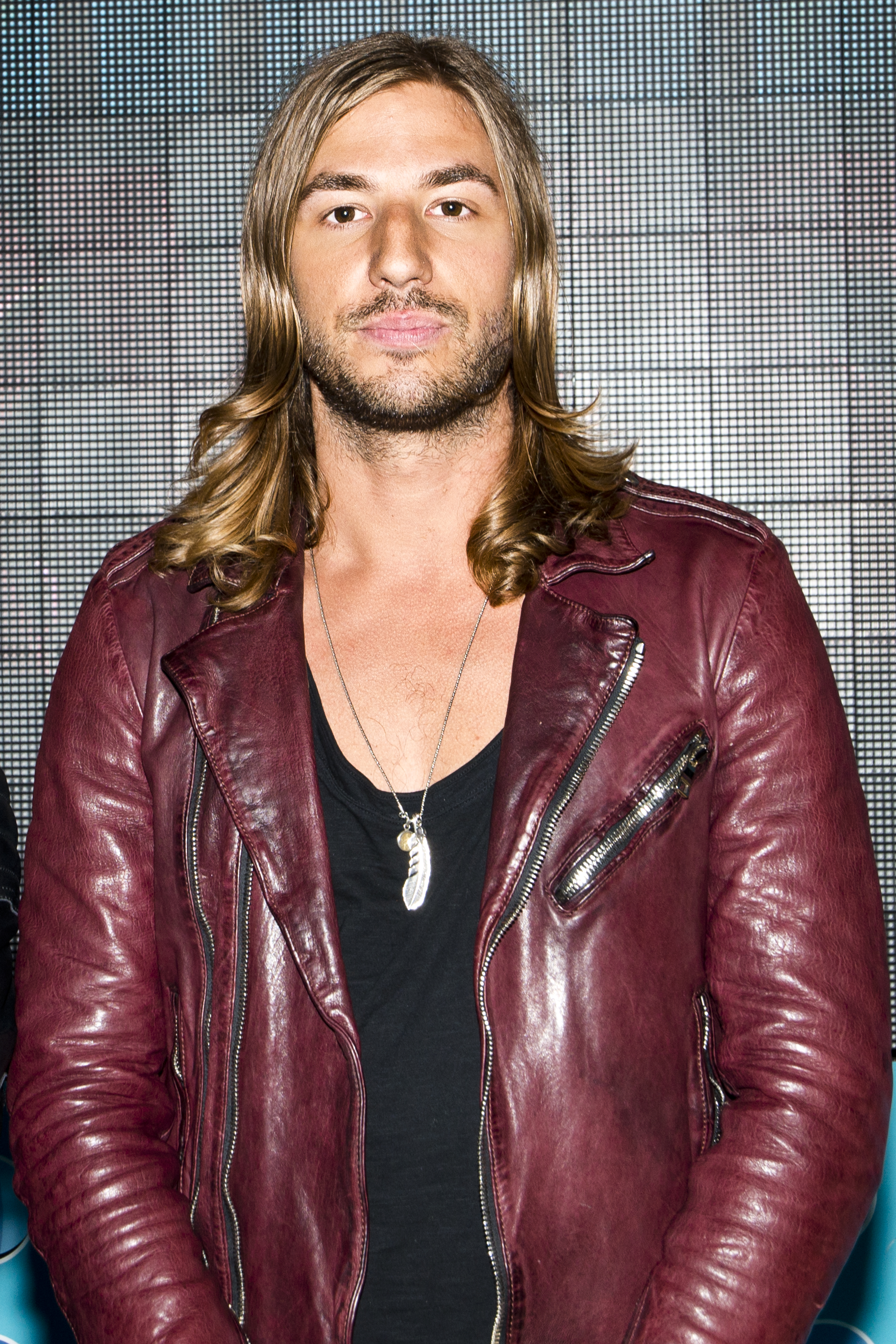
John Martin (2014)

John Martin Lindström (* 22. August 1980 in Stockholm) ist ein schwedischer Sänger und Songwriter, der seinen Durchbruch in Zusammenarbeit mit der schwedischen House-Gruppe Swedish House Mafia hatte.

## Karriere

### Musikalische Anfänge
John Martin wurde in Stockholm geboren und begann im Alter von 13 Jahren Gitarre zu spielen. Bereits kurz darauf gründete er zusammen mit Freunden eine Band, die Cover-Songs der Grunge-Band Nirvana spielte. Gemeinsam traten sie in den Bars von Stockholm auf. Sie erhielten nach mehreren Live-Auftritten einen Plattenvertrag. Doch nach eher geringem Erfolg wurde ihr Vertrag gekündigt. Obwohl sie weiterhin erfolgreiche Live-Auftritte hatten, trennte sich die Gruppe.

### Seit 2010: Solo-Karriere
2010 lernte er den Songwriter und Produzenten Michel Zitron kennen. Zusammen produzierten sie eigene Songs, bis er dann von dem ebenfalls schwedischen DJ Axwell, der Teil der Gruppe Swedish House Mafia war, wiederentdeckt wurde. Gemeinsam nahmen sie daraufhin den Song Save the World mit ihm auf. Er wurde am 13. Mai 2011 als Single veröffentlicht und schaffte es fast weltweit in die Charts und erreichte auch in Deutschland die Top 40. Ebenso wurde er ein Top-10-Hit in England und erreichte Platz 10 der Hitliste.
Gemeinsam mit Michel Zitron schrieb er parallel für Andreas Moe eine Vocal-Version zu Aviciis Lied Penguin. Mit dem Titel Fade Into Darkness erschien der Song im Sommer 2011 als Download. So wie auch Save the World stieg der Song bis auf Platz 4 der schwedischen Charts.
Nach diesem Erfolg brachte Swedish House Mafia erneut eine Single mit ihm heraus. Diese trägt den Titel Don’t You Worry Child und erschien nur ein Jahr später am 14. September 2012, kurz nach der Auflösung von Swedish House Mafia. Der Song erreichte die Top-10 etlicher Charts, unter anderem Platz 9 in Deutschland, Rang 1 in Großbritannien und Schweden und Nummer 6 in den USA. Es wurde sein bisher größter Hit.
Im Jahr 2013 nahm er zusammen mit Max Enforce den Song You & I auf. Jedoch wurde das Projekt vor der Veröffentlichung aufgelöst. Ebenfalls 2013 sang er eine Vocal-Version zu Sebastian Ingrossos und Tommy Trashs Song Reload. Der Titel wurde zu seinem dritten Top-10-Hit in Großbritannien und Schweden sowie zu einem großen Erfolg in Deutschland und der Schweiz.
Am 12. Februar 2014 veröffentlichte John Martin die Solo-Single Anywhere For You. Produziert wurde der Song vom schwedischen DJ Alesso. Ebenfalls 2014 tauchte ein in Zusammenarbeit mit dem französischen DJ und Produzenten David Guetta aufgenommener Song im Internet auf. Parallel erschien auch ein Bild, das die beiden Musiker im Studio zeigt. Die Veröffentlichung des Liedes wurde vorerst zurückgehalten. Nachdem Martin eine Akustik-Version des Liedes auf seinem YouTube-Kanal veröffentlicht hatte, wurde eine vom schwedischen DJ und Produzenten Style of Eye neu produzierte Fassung unter dem Titel Love Louder veröffentlicht.
2015 steuerte er den Gesang des Liedes In My Blood von Alesso bei, das auf dessen Studioalbum Forever enthalten war. Des Weiteren schrieb er gemeinsam mit Sängerin Ella Eyre das Lied Together, das am 17. Mai 2015 als Single erschien und auf Eyres Studioalbum Feline enthalten war.
Im März 2016 veröffentlichte Martin Garrix das Lied Now That I’ve Found You, dessen Gesang Martin gemeinsam mit dem schwedischen Songwriter und Produzenten Michel Zitron beisteuerte.
Am 27. Juli 2018 gründete er gemeinsam mit Michel Zitron das Musikprojekt Vcation. Die Debütsingle des Duos trug den Titel Lay Low. Am 21. September 2018 folgte die Single When We Went Gold. Whiskey and Cola erschien im Januar 2019. Am 27. September 2019 wurde in Zusammenarbeit mit dem deutschen DJ und Produzenten Felix Jaehn sowie dem niederländischen DJ Mesto die Single Never Alone veröffentlicht.
Am 14. Mai 2020 erschien die Single Higher Ground, bei der er ein weiteres Mal als Gastmusiker mit Martin Garrix zusammenarbeitete.

## Diskografie

### Singles als Leadmusiker
| Jahr | Titel Album      | Höchstplatzierung, Gesamtwochen, AuszeichnungChartplatzierungen (Jahr, Titel, Album, Platzierungen, Wochen, Auszeichnungen, Anmerkungen) | Höchstplatzierung, Gesamtwochen, AuszeichnungChartplatzierungen (Jahr, Titel, Album, Platzierungen, Wochen, Auszeichnungen, Anmerkungen) | Höchstplatzierung, Gesamtwochen, AuszeichnungChartplatzierungen (Jahr, Titel, Album, Platzierungen, Wochen, Auszeichnungen, Anmerkungen) | Höchstplatzierung, Gesamtwochen, AuszeichnungChartplatzierungen (Jahr, Titel, Album, Platzierungen, Wochen, Auszeichnungen, Anmerkungen) | Höchstplatzierung, Gesamtwochen, AuszeichnungChartplatzierungen (Jahr, Titel, Album, Platzierungen, Wochen, Auszeichnungen, Anmerkungen) | Höchstplatzierung, Gesamtwochen, AuszeichnungChartplatzierungen (Jahr, Titel, Album, Platzierungen, Wochen, Auszeichnungen, Anmerkungen) | Anmerkungen                                                             |
| Jahr | Titel Album      | DE | AT | CH | UK | US | SE | Anmerkungen                                                             |
| ---- | ---------------- | --- | --- | --- | --- | --- | --- | ----------------------------------------------------------------------- |
| 2013 | Reload Until Now | DE89 (2 Wo.)DE | AT56 (2 Wo.)AT | CH70 (2 Wo.)CH | UK3 Gold · (13 Wo.)UK | — | SE5 ×2Doppelplatin · (22 Wo.)SE | Erstveröffentlichung: 10. Mai 2013 mit Sebastian Ingrosso & Tommy Trash |
| 2014 | Anywhere for You | — | — | — | UK7 (4 Wo.)UK | — | SE38 Platin · (11 Wo.)SE | Erstveröffentlichung: 12. Februar 2014                                  |

Weitere Singles
- 2011: Undecided / Phoenixx
- 2011: Fallen Heroes
- 2011: Breathe
- 2012: I Gave You Everything (feat. Colleen Brookes)
- 2014: Love Louder (Style of Eye Remix)

### Singles als Gastmusiker
| Jahr | Titel Album                       | Höchstplatzierung, Gesamtwochen, AuszeichnungChartplatzierungen (Jahr, Titel, Album, Platzierungen, Wochen, Auszeichnungen, Anmerkungen) | Höchstplatzierung, Gesamtwochen, AuszeichnungChartplatzierungen (Jahr, Titel, Album, Platzierungen, Wochen, Auszeichnungen, Anmerkungen) | Höchstplatzierung, Gesamtwochen, AuszeichnungChartplatzierungen (Jahr, Titel, Album, Platzierungen, Wochen, Auszeichnungen, Anmerkungen) | Höchstplatzierung, Gesamtwochen, AuszeichnungChartplatzierungen (Jahr, Titel, Album, Platzierungen, Wochen, Auszeichnungen, Anmerkungen) | Höchstplatzierung, Gesamtwochen, AuszeichnungChartplatzierungen (Jahr, Titel, Album, Platzierungen, Wochen, Auszeichnungen, Anmerkungen) | Höchstplatzierung, Gesamtwochen, AuszeichnungChartplatzierungen (Jahr, Titel, Album, Platzierungen, Wochen, Auszeichnungen, Anmerkungen) | Anmerkungen                                                                    |
| Jahr | Titel Album                       | DE | AT | CH | UK | US | SE | Anmerkungen                                                                    |
| ---- | --------------------------------- | --- | --- | --- | --- | --- | --- | ------------------------------------------------------------------------------ |
| 2011 | Save the World Until Now          | DE37 (17 Wo.)DE | AT31 (14 Wo.)AT | CH26 (19 Wo.)CH | UK10 Gold · (20 Wo.)UK | US— PlatinUS | SE4 ×5Fünffachplatin · (57 Wo.)SE | Erstveröffentlichung: 13. Mai 2011 Swedish House Mafia feat. John Martin       |
| 2012 | Don’t You Worry Child Until Now   | DE9 ×3Dreifachgold · (41 Wo.)DE | AT5 Gold · (30 Wo.)AT | CH7 Platin · (36 Wo.)CH | UK1 ×4Vierfachplatin · (42 Wo.)UK | US6 ×5Fünffachplatin · (33 Wo.)US | SE1 ×9Neunfachplatin · (52 Wo.)SE | Erstveröffentlichung: 14. September 2012 Swedish House Mafia feat. John Martin |
| 2013 | Children of the Sun Demonstration | — | — | CH47 (4 Wo.)CH | UK6 Silber · (8 Wo.)UK | — | — | Erstveröffentlichung: 17. September 2013 Tinie Tempah feat. John Martin        |
| 2016 | Now That I’ve Found You –         | — | AT70 (1 Wo.)AT | — | — | — | — | Erstveröffentlichung: 11. März 2016 Martin Garrix feat. John & Michel          |
| 2020 | Higher Ground –                   | — | — | — | — | — | — | Erstveröffentlichung: 14. Mai 2020 Martin Garrix feat. John Martin             |

Weitere Gastbeiträge
- 2019: Janji Setia (Roro Rachmawati feat. John Martin)

Als Vcation
- 2018: Lay Low
- 2018: When We Went Gold
- 2019: Whiskey and Cola
- 2019: Never Alone (mit Felix Jaehn & Mesto)

### Singles als Autor
| Jahr | Titel Album          | Höchstplatzierung, Gesamtwochen, AuszeichnungChartplatzierungen (Jahr, Titel, Album, Platzierungen, Wochen, Auszeichnungen, Anmerkungen) | Höchstplatzierung, Gesamtwochen, AuszeichnungChartplatzierungen (Jahr, Titel, Album, Platzierungen, Wochen, Auszeichnungen, Anmerkungen) | Höchstplatzierung, Gesamtwochen, AuszeichnungChartplatzierungen (Jahr, Titel, Album, Platzierungen, Wochen, Auszeichnungen, Anmerkungen) | Höchstplatzierung, Gesamtwochen, AuszeichnungChartplatzierungen (Jahr, Titel, Album, Platzierungen, Wochen, Auszeichnungen, Anmerkungen) | Höchstplatzierung, Gesamtwochen, AuszeichnungChartplatzierungen (Jahr, Titel, Album, Platzierungen, Wochen, Auszeichnungen, Anmerkungen) | Höchstplatzierung, Gesamtwochen, AuszeichnungChartplatzierungen (Jahr, Titel, Album, Platzierungen, Wochen, Auszeichnungen, Anmerkungen) | Anmerkungen                                                                  |
| Jahr | Titel Album          | DE | AT | CH | UK | US | SE | Anmerkungen                                                                  |
| ---- | -------------------- | --- | --- | --- | --- | --- | --- | ---------------------------------------------------------------------------- |
| 2011 | Fade into Darkness – | — | — | — | — | — | SE4 ×5Fünffachplatin · (32 Wo.)SE | Erstveröffentlichung: 16. Juli 2011 Interpretation: Avicii feat. Andreas Moe |